# Roger Desllor
Roger Desllor fue un caballero del Rosellón que al servicio de Gualterio V de Brienne, el duque de Atenas, para el que contrató en 1310 a los almogávares. El incumplimiento del duque provocó la batalla del río Cefiso (marzo de 1311) en la que los almogávares derrotaron a las fuerzas del duque y se apoderaron del ducado.
Se ofreció el gobierno del ducado a Bonifacio de Verona, señor de Egina y Caristo, que lo rechazó, y entonces se ofreció a Roger Desllor, aunque este había permanecido fiel a Gautier. Roger aceptó y se casó con la viuda de Tomás III d'Autremencourt, uno de los feudatarios del duque que había muerto en la batalla, y se convirtió en señor de Salona. En 1312 los almogávares dieron el ducado a Manfredo de Sicilia y Roger se retiró a su señoría, que más tarde (en fecha desconocida, cercana al 1320) tuvo que ceder a Alfonso Fadrique que fue nombrado conde. La fecha de su muerte no se conoce exactamente.
| Predecesor: Gualterio V de Brienne | Duque de Atenas 1311-1312 | Sucesor: Manfredo de Atenas |